# Oh Santa!
Oh Santa! to pierwszy singel promujący album Merry Christmas II You Mariah Carey.
Zajął 63. miejsce na polskiej liście airplay.